# Protomeceras mimicaria
Protomeceras mimicaria là một loài bướm đêm trong họ Noctuidae.